# Red Dog Mine
Red Dog Mine è una Census-designated place degli Stati Uniti d'America situata nel Borough di Northwest Arctic dello Stato dell'Alaska. Questo insediamento ospita la miniera di zinco e piombo di Red Dog Mine. Non vi sono residenti permanenti, ma solo dipendenti della miniera che sono ospitati in strutture abitative appositamente realizzate.

## Geografia fisica
Red Dog Mine si trova a nord di Noatak, nei Monti De Long, sul lato ovest delle Brooks Range. Dista circa 70 km dalla costa del Mare di Chukchi. Una strada lunga circa 85 km unisce Red Dog Mine al porto di Red Dog.
Red Dog Mine dispone di un piccolo aeroporto privato, il Red Dog Airport, (codice IATA "RDB"), posto a circa 4 km a sud del centro minerario.

## Storia
Nel 1953 un pilota locale di nome Bob Baker aveva notato una anomala colorazione ruggine nel torrente che attraversa l'attuale miniera, ed aveva segnalato la cosa all'USGS.
Successivamente vennero prelevati dei campioni a fatte le opportunre analisi venne confermata la presenza di importanti concentrazioni di zinco e piombo nel Red Dog Creek, affluente ovest dell'Ikalukrok Creek (affluente del fiume Wulik).
Il nome "Red Dog Creek" venne coniato da Tailleur, il geologo dell'USGS che aveva effettuato i rilevamenti, non in riferimento alla colorazione ruggine del torrente, ma in onore di Bob Baker la cui azienda mineraria si chiamava appunto "Red Dog Mining Company", a sua volta ispirata dal colore del cane di Baker che spesso lo accompagnava nei suoi viaggi in aereo.
Nel 1980, a seguito della approvazione dell'Alaska National Interest Lands Conservation Act, il territorio ove si trova la miniera divenne di proprietà della compagnia dei nativi Inuit, la NANA Regional Corporation. Nel 1982 la NANA ha firmato un accordo con la società canadese Cominco (diventata poi la Teck Resources Limited) per lo sfruttamento della miniera di Red Dog. Nel 1987 lo Stato dell'Alaska ha iniziato la realizzazione di un porto commerciale a circa 30 km a sud di Kivalina, ed una strada che lo collega a Red Dog Mine. La miniera è diventata operativa nel dicembre del 1989.